# Municipio de Stony River
El municipio de Stony River (en inglés, Stony River Township) es una subdivisión territorial del condado de Lake, Minnesota, Estados Unidos. Según el censo de 2020, tiene una población de 172 habitantes.
Abarca una zona exclusivamente rural.

## Geografía
Está ubicado en las coordenadas 47°40′29″N 91°30′30″O / 47.67472, -91.50833 (47.674653, -91.508219). Según la Oficina del Censo de los Estados Unidos, el municipio tiene una superficie total de 1499,3 km², de la cual 1426,0 km² corresponden a tierra firme y 73,3 km² es agua.

## Demografía
Según el censo de 2020, hay 172 personas residiendo en la zona. La densidad de población es de 0,1 hab./km². El 94,77 % son blancos, el 1,16 % son amerindios, el 0,58 % es asiático, el 0,58 % es de otra raza y el 2,91 % son de una mezcla de razas. No hay hispanos o latinos viviendo en la región.